# Jochem Uithoven
Jochem Uithoven (17 april 1985) is een voormalig Nederlands marathonschaatser en inline-skater of skeeleraar tussen 2006 en 2015. 

## Loopbaan
Uithoven maakte in het seizoen 2007-2008 zijn debuut bij de A-rijders voor de ploeg van Bouw Consulting Twente. Vanaf het seizoen 2012-2013 kwam hij uit voor Marathonschaatsteam Brabant, dat in de seizoenen 2013-2014 en 2014-2015 gesponsord werd door en uitkwam onder de naam Snelle Jelle. Uithoven stond te boek als sprinter die met name een specialist was op Flevonice in Biddinghuizen en het natuurijs. In 2009 won hij de KNSB Cup finalewedstrijd op de De Westfries in Hoorn. Eenmaal won Uithoven het sprintklassement van de driedaagse (in 2010) en eenmaal won hij de ploegenachtervolging op de Weissensee met Team Brabant (in 2013). Op 15 maart 2014 reed bij een baanrecord op de 10.000 meter op de Ireen Wüst ijsbaan. Op 27 februari 2015 kondigde Jochem Uithoven gelijktijdig met zijn jongere broer Nick Uithoven het einde van hun schaatscarrière aan. In maart 2015 reden beide broers hun laatste wedstrijd als actief marathonschaatser; op dat moment reden zij al drie seizoenen samen voor hetzelfde team. 

### Ploegen
| Seizoenen               | Ploeg                                    |
| ----------------------- | ---------------------------------------- |
| 2006-2007               | Sport2000 Stehmann B- divisie            |
| 2007-2008 t/m 2009-2010 | Bouw Consulting Twente / BCT schaatsteam |
| 2010-2011               | Groen Talent                             |
| 2011-2012               | Team Wadro                               |
| 2012-2013               | Marathonschaatsteam Brabant              |
| 2013-2015               | Team Snelle Jelle                        |

### Palmares marathonschaatsen
| Topdivisie                                                                            |
| ------------------------------------------------------------------------------------- |
| 1e plaats KNSB Cup Finale Hoorn 2008/2009                                             |
| 1e plaats Sprintklassement Drie Daagse 2009/2010                                      |
| 1e plaats Born sporscare ploegenachtervolging Weissensee 2012/2013 (met Team Brabant) |
| 2e plaats Criterium Weissensee 2011/2012                                              |
| 2e plaats KPN Superprestige 2 Biddinghuizen 2011/2012                                 |
| 2e plaats KPN Superprestige 1 Biddinghuizen 2011/2012                                 |
| 2e plaats Marathon Cup 10 Biddinghuizen 2009/2010                                     |
| 3e plaats Grand Prix 3 Biddinghuizen 2009/2010                                        |
| 3e plaats Criterium Weissensee 2009/2010                                              |
| 4e plaats Nederlands Kampioenschap Natuurijs Emmen 2011/2012                          |
| 4e plaats Aart Koopmans Memorial 2013/2014                                            |
| 5e plaats Alternatieve Elfstedentocht Weissensee 2012-2013                            |
| 6e plaats Eindklassement GP Natuurijs 2009/2010                                       |

| Eerste divisie                            |
| ----------------------------------------- |
| 1e plaats KNSB cup Eindhoven 2006/2007    |
| 1e plaats Open wedstrijd Geleen 2006/2007 |

| Gewestelijke wedstrijden                                                                                           |
| --- |
| 1x 1e plaats Gewestelijk Kampioenschap Marathon Natuurijs 2009/2010                                                |
| 5x 1e plaats Gewestelijk Kampioenschap Marathon Kunstijs (2005/2006, 2006/2007, 2007/2008, 2009/2010 en 2010/2011) |
| 3x 2e plaats Gewestelijk Kampioenschap Marathon Kunstijs 2010/2011, 2011/2012 en 2014/2015                         |

## Skeeleren
Jochem Uithoven is vanaf 2009 gedurende drie jaar A-rijder geweest bij het skeeleren. In de periode 2006-2008 was hij een aantal seizoenen B-rijder en in 2012 en 2013 was hij wederom B-rijder, waarbij zijn laatste seizoen het meest succesvolle was met een 2e plaats bij het Nederlands Kampioenschap marathon en een 1e plaats bij het Open Nederlands Kampioenschap inlineskaten (de legendarische skeelerwedstrijd van Hallum). Na zijn winst bij het ONK in Hallum stopte Uithoven met de wedstrijdskeelersport.

### Palmares skeeleren
| A categorie                                                           |
| --------------------------------------------------------------------- |
| 1e plaats Rotterdam on Wheels (halve marathon, alle categorieën) 2009 |

| B categorie                                                             |
| ----------------------------------------------------------------------- |
| 1e plaats Open Nederlands Kampioenschap inlineskaten Hallum 2013        |
| 1e plaats Rotterdam on Wheels (hele marathon, alle categorieën) 2008    |
| 1e plaats World on Wheels wedstrijd Alem 2008                           |
| 1e plaats World on Wheels wedstrijd Vorden 2008                         |
| 1e plaats Open Wedstrijd Beneden Leeuwen (alle categorieën) 2007        |
| 2e plaats Nederlands Kampioenschap marathon Veendam 2013                |
| 2e plaats World on Wheels wedstrijd Oldebroek 2007                      |
| 3e plaats World Inline Cup Wolvega 2008 (categorie: heren zonder ploeg) |
| 3e plaats Rotterdam on Wheels (hele marathon, alle categorieën) 2007    |